# ГЕС Маші
ГЕС Маші (麻石水电站) — гідроелектростанція на півдні Китаю у провінції Гуансі. Знаходячись перед ГЕС Фуші, входить до складу каскаду на річці Rongjiang, лівій твірній Liujiang, яка впадає ліворуч до основної течії річкової системи Сіцзян (завершується в затоці Південно-Китайського моря між Гуанчжоу та Гонконгом) на межі ділянок Hongshui та Qian.
В межах проекту річку перекрили бетонною гравітаційною греблею висотою 34 метра та довжиною 39 метрів, до якої праворуч прилягають судноплавний шлюз (розміри камери 41х8 метрів при ширині секції 20 метрів) та земляна ділянка довжиною 83 метра. Гребля утримує водосховище з об'ємом 161 млн м3 та нормальним рівнем на позначці 134 метра НРМ.
Інтегрований у греблю машинний зал обладнали трьома бульбовими турбінами загальною потужністю 100 МВт, які використовують напір у 18 метрів.
Видача продукції відбувається по ЛЕП, розрахованим на роботу під напругою 110 кВ та 35 кВ.